# Extreme Noise Terror
Extreme Noise Terror (ibland förkortad ENT) är ett kängpunk-, grindcore- och deathgrind-band som ursprungligen kommer från Ipswich, England.

## Medlemmar
Nuvarande medlemmar
- Dean Jones – sång (1985–)
- Ollie Jones – gitarr (2002–)
- Andi Morris – basgitarr (2012–)
- Michael Hourihan – trummor (2008–2011, 2014–)
- Ben McCrow – sång (2014–)

Turnerande medlemmar
- Paul "Woody" Woodfield – gitarr (2012–)

Tidigare medlemmar
- Phil Vane – sång (1985–1996, 1997–1999, 2006–2011; avliden 2011)
- Pete Hurley – gitarr (1985–1995; avliden 2014)
- Jerry Clay – basgitarr (1985–1988)
- Darren "Pig Killer" Olley – trummor (1985–1987, 1993–1995)
- Mick Harris – trummor (1987–1988, 2008)
- Tony "Stick" Dickens – trummor (1988–1993)
- Mark Gardener – basgitarr (1988)
- Peter (Doom) Nash – basgitarr (1988–1990)
- Spit – sång (1989)
- Mark Bailey – basgitarr (1990–1994)
- Lee Barrett – basgitarr (1994–1997)
- William A. "Was" Sarginson – trummor (1995–1997)
- Gian Pyres – gitarr (1995)
- Ali Firouzbakht (Al Todd) – gitarr (1995–2005)
- Mark "Barney" Greenway – sång (1996–1997)
- Michael Hourihan – trummor (1997–2008)
- Manny Cooke – basgitarr (1997–2001)
- Jose Kurt – sång (1999–2000)
- Adam Catchpole – sång (2000–2006)
- Stafford Glover – basgitarr (2001–2012)
- Zac O`Neil – trummor (2008–2011)
- "Chino" Chris – gitarr (2010–2012), basgitarr (2012)
- Roman Matuszewski – sång (2011–2012)
- Barney Monger – trummor (2011–2014)
- John Loughlin – sång (2012–2014)

## Diskografi (i urval)
Studioalbum
- A Holocaust in Your Head (1988)
- Retro-bution (1992)
- Damage 381 (1997)
- Being and Nothing (2001)
- Law of Retaliation (2008)
- Extreme Noise Terror (2015)

Livealbum
- Are You That Desperate? (1989)
- The Peel Sessions '87-'90 (1990)
- Live & Loud (1990)

EPs
- The Peel Sessions (1987)
- The Split Noiz Live EP (1990)
- Phonophobia (1992)
- Hatred and the Filth (2004)

Annat
- Radioactive Earslaughter (1990) (delad album med Chaos UK)
- From One Extreme to Another (2003) (DVD)
- Back to the Roots (2008) (samlingsalbum)